# Tumore alla mammella triplo-negativo
I tumori alla mammella tripli-negativi sono neoplasie mammarie le cui cellule presentano scarsa o nulla espressione di tre recettori normalmente presenti, tutti insieme o alcuni di essi, sulle cellule degli altri tipi di cancro al seno: questi sono il recettore per gli estrogeni (ER), il recettore per il progesterone (PR) e il recettore 2 per il fattore di crescita epidermico umano (HER2/neu).

## Epidemiologia
Questa forma rappresenta circa il 10% dei casi complessivi di cancro al seno ed è generalmente correlata a mutazioni a carico del gene BRCA1: l'80% dei tumori al seno che si sviluppano in soggetti portatori di questa mutazione, infatti, si rivelano tripli-negativi all'esame istologico.

## Diagnosi

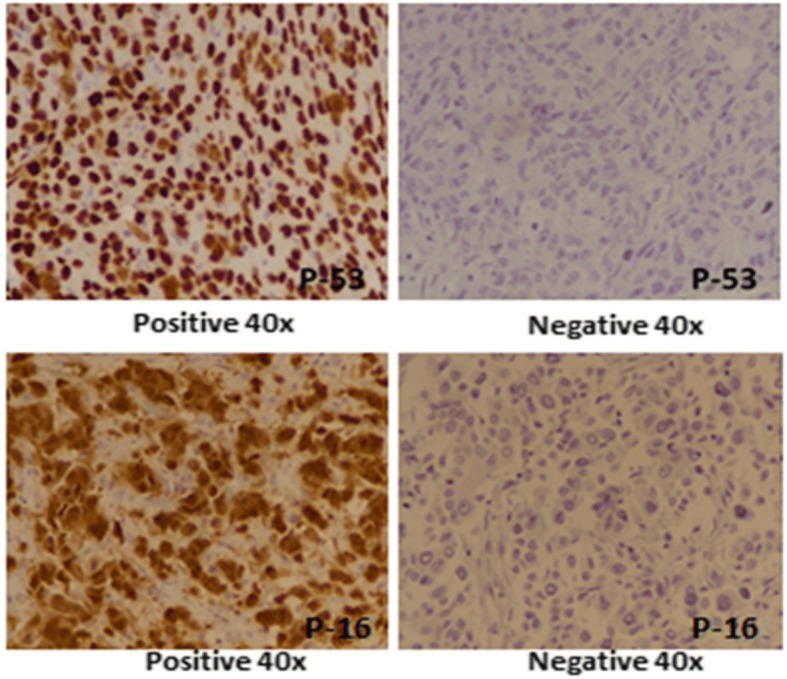
Espressione di P16 e P53 nei campioni citologici in un caso di tumore triplo negativo.

L'identificazione di un tumore è effettuabile con il dosaggio della concentrazione dei recettori di alcuni ormoni, in questo caso estrogeni, progesterone e il recettore HER2/neu. In certi casi di tumore alla mammella non sussiste l'iperespressione di nessuno di questi tre recettori e si parla così di "tumori tripli-negativi" (contemporaneamente ER-, PR- e HER-); di conseguenza queste neoplasie sono refrattarie alla terapia ormonale e alla somministrazione del trastuzumab (un anticorpo monoclonale che in altri tipi di neoplasia mammaria può legarsi al recettore HER2/neu, permettendo quindi la regressione della proliferazione tumorale).
La biopsia, con la quale si preleva un campione di tessuto canceroso, è la sola tecnica che consenta di identificare la tipologia di cellule tumorali mammarie. Durante l'analisi anatomopatologica di questo tessuto, è possibile rilevare la presenza o l'eventuale assenza dei recettori ormonali e del recettore HER2/neu.
Il tumore alla mammella triplo-negativo è generalmente un carcinoma duttale infiltrante ad alto grado di proliferazione: si crea in origine a partire dai dotti galattofori e si diffonde oltrepassando le pareti di questi dotti, raggiungendo infine il tessuto mammario.

## Trattamento
I tumori mammari tripli-negativi tendono a non rispondere alla terapia mirata, né all'ormonoterapia, non possedendo né il gene HER2/neu né gli ormoni (progesterone ed estrogeni) espressi negli altri tipi di carcinoma mammario. Di conseguenza, l'opzione terapeutica di cui più spesso ci si avvale è la chemioterapia sistemica; in certi casi di tumore triplo-negativo metastatico, si sono osservati benefici nella sopravvivenza media nelle pazienti che si sono sottoposte ad immunoterapia.
L'atezolizumab, anticorpo monoclonale umanizzato, è un inibitore di checkpoint immunitario che può essere associato ad Abraxane (nab-paclitaxel) con l'obiettivo di rallentare la progressione del tumore negativo metastatico se questo esprime il ligando PD-L1 della proteina 1 della morte cellulare programmata (PD-1). Un altro anticorpo monoclonale umanizzato impiegato nel trattamento dei tumori tripli-negativi è il pembrolizumab che, associato ad una chemioterapia neoadiuvante, permette un allungamento dei periodi di remissione della neoplasia e della sopravvivenza libera da malattia in caso di cancro triplo-negativo negli stadi precoci; questa opzione terapeutica è però efficace solo nei tumori tripli-negativi che esprimono concentrazioni particolarmente elevate di proteina PD-1 sulla superficie cellulare.
Esiste un trattamento a base di sacituzumab govitecan (che è al contempo un anticorpo monoclonale e un inibitore della topoisomerasi) che è stato approvato nel 2020 negli Stati Uniti, in Australia e in Regno Unito e nel novembre 2021 in Francia. Questo medicinale, noto con il nome commerciale di Trodelvy, si lega all'antigene Trop-2 (presente sulla superficie cellulare in molti tumori resistenti alla chemioterapia).
Uno studio clinico effettuato nel 2020 ha dimostrato che la melittina (una particolare apitossina) potrebbe rivelarsi utile per la terapia dei tumori alla mammella tripli-negativi.

## Prognosi
Il tumore alla mammella triplo-negativo costituisce un problema clinico per via della sua prognosi relativamente negativa, del suo comportamento aggressivo e dell'impossibilità di effettuare terapie mirate su di esso.
Il rischio di recidiva è particolarmente alto nei primi 5 anni dall'insorgenza del tumore primitivo, ma decresce rapidamente dopo questo periodo.